# Setrvačka

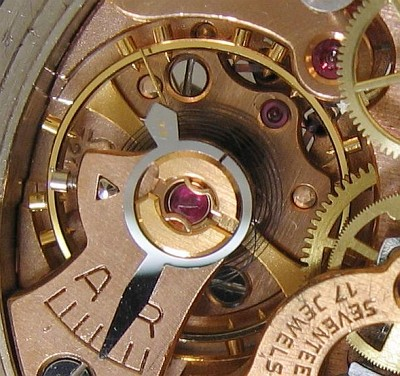
Setrvačka náramkových hodinek s odpruženým ložiskem

Setrvačka, lidově také nepokoj (z německého Unruh), je regulátor čili oscilátor mechanických hodinek a některých hodin. Tvoří ji věnec na hřídeli (setrvačná hmota) a plochá spirálová pružinka čili vlásek, který dává setrvačce direkční sílu. Vlastní frekvence setrvačky bývá 1 Hz (budíky, chronometry), 2,5 Hz (náramkové hodinky) nebo i více u některých novějších konstrukcí. V hodinářství se udává místo toho počet rázů čili půlkmitů (tj. tiknutí); uvedeným hodnotám odpovídají 2, 5 nebo i více rázů za sekundu. Regulační ručkou, která zkracuje účinnou délku vlásku, lze vlastní frekvenci v jistých mezích měnit a tak regulovat chod strojku.

## Vynález a vývoj
Setrvačku vynalezl holandský fyzik Christiaan Huygens roku 1655 a 1675 si ji dal patentovat jako mnohem přesnější náhradu za starší lihýř; nezávisle na něm ji zkonstruoval i anglický hodinář Robert Hook. Vlastní frekvence setrvačky je fyzikálně definovaná poměrem setrvačné hmoty a direkční síly. Podstatná další zlepšení se týkala:

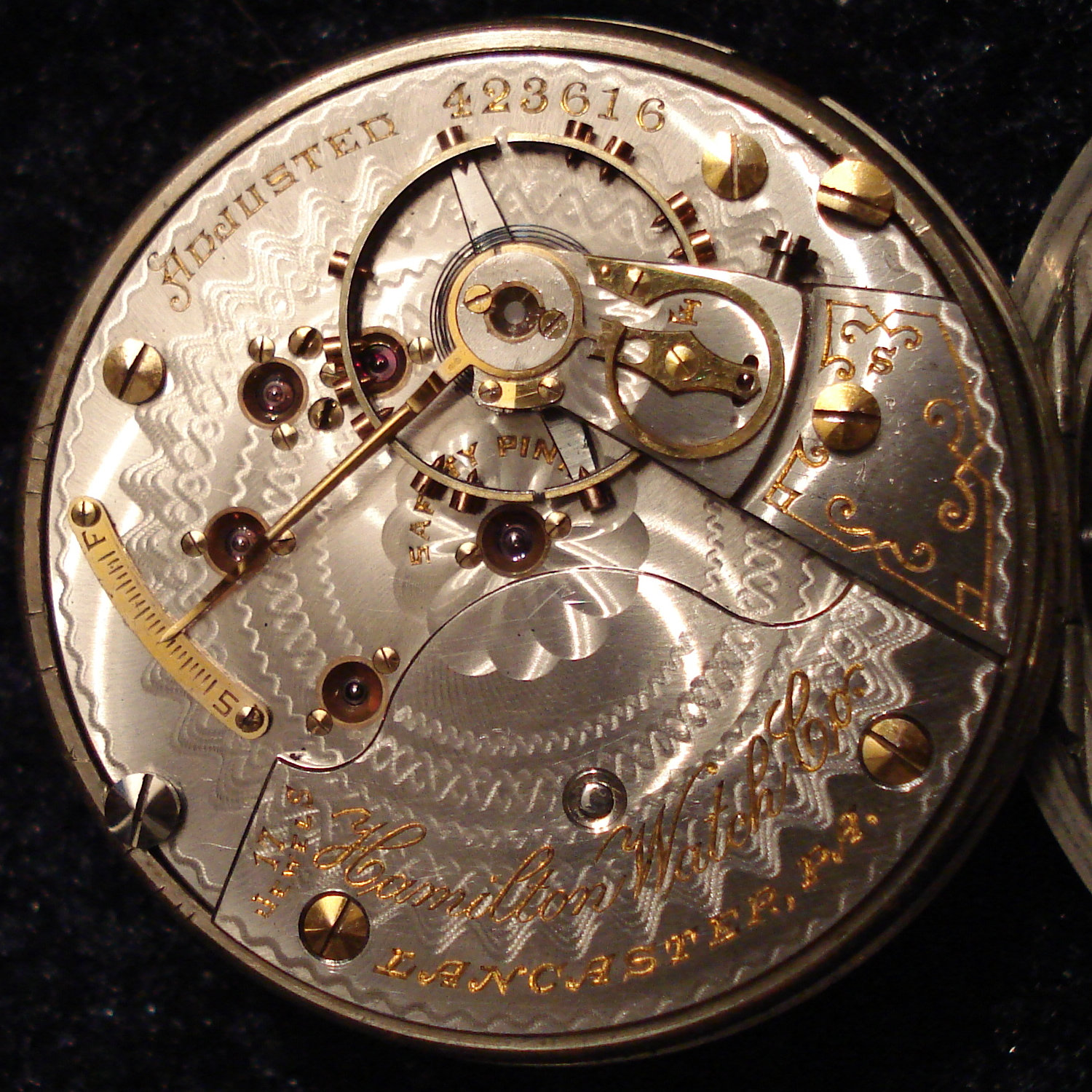
Setrvačka kapesních hodinek s teplotní kompenzací

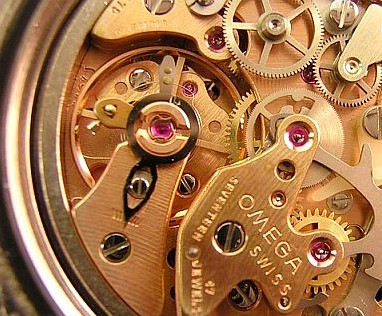
Stroj hodinek se setrvačkou

- Teplotní kompenzace věnce: věnec je bimetalický a na dvou místech rozříznut, takže při změnách teploty se jeho ramena ohýbají dovnitř nebo ven a tak vyrovnávají vliv teploty.
- Přesného vyvážení setrvačky, jemuž slouží regulační šroubky na věnci.
- Tvarování vlásku, které snižuje závislost frekvence na rozkmitu a tudíž na hnací síle. Pružinový pohon se vyznačuje velkými změnami hnací síly, které způsobují různě velký rozkmit setrvačky. Tzv. Breguetův vlásek s posledním závitem vyhnutým nad rovinu spirály a ukotveným blíže středu udržuje vlastní frekvenci setrvačky i při změnách rozkmitu.
- Konstrukce hřídele a ložisek setrvačky, aby se snížily ztráty třením. Setrvačka budíku má konce hřídele kuželové a je uložena v jamkách. Čepy lepších setrvaček musí být co nejtenčí (typicky kolem 0,1 mm) a jsou uloženy v safírových ložiskách s krycím kamenem.
- Protože isochronie setrvačky je tím lepší, čím větší je její hmota, byly kvalitní setrvačky mechanicky velmi choulostivé na nárazy. Tomu brání různé konstrukce odpružení ložisek (Incabloc apod.). Při nárazu se krycí kámen vychýlí a silnější část hřídele setrvačky narazí na okraj ložiska, takže náraz nezničí čepy.

Od 30. let 20. století se vlásky vyrábějí ze speciální slitiny (invar), jejíž tuhost se s teplotou nemění. Pro námořní chronometry, kde nezáleží na výšce stroje, se užívají vlásky šroubovicové, kde je průběh svinování a rozvíjení rovnoměrnější a pravidelnější.

## Kroky pro setrvačky

Kotvový krok hodinek se setrvačkou. (Modré stoupací kolo se otáčí ve směru hodinových ručiček.) Kolíček na talířku setrvačky právě zasahuje do vidlice a tak přehazuje kotvu, která udělí impuls setrvačce

Krok je zařízení, které jednak dodává setrvačce energii, jednak reguluje rychlost otáčení hodinových kol a tedy i ruček. Na jedné straně se dotýká setrvačky, na druhé propouští při každém kmitu (nebo půlkmitu) jeden zub nejrychlejšího tzv. stoupacího nebo krokového kola. Styk se setrvačkou obstarává kolíček, u lepších hodinek rubínový, zasazený do talířku hřídele co nejblíže k ose setrvačky. Krok je totiž tím lepší, čím méně ovlivňuje kývání setrvačky, nicméně jí musí dodat dostatečnou energii.
Nedostatkem nejstaršího lopatkového kroku bylo, že lihýř musel vracet stoupací kolo, které jej těžko určitelným způsobem brzdilo. Velký pokrok proto znamenaly klidové kroky, například kotvový krok Grahamův. Pracovní plochy jeho palet tvoří část kružnice kolem osy kotvy, takže při vypouštění zubu se stoupací kolo nepohybuje. Po většinu kmitu se setrvačka kotvy vůbec nedotýká. Když kolíček, umístěný na talířku setrvačky, vstoupí do vidlice kotvy (viz obrázek), levá paleta uvolní zub stoupacího kola, který sklouzne po jejím šikmém konci, čímž udělí setrvačce impuls. Kotva překmitne do druhé krajní polohy a zub stoupacího kola se zarazí o druhou paletu. Při zpětném pohybu setrvačky si palety své role vymění.
V budících a laciných hodinkách se užíval krok kolíčkový, kde jsou výrobně náročné palety nahrazeny ocelovými kolíčky. Pro mimořádné nároky námořních chronometrů byla pak vyvinuta řada dalších chronometrových kroků, kde je dotyk setrvačky a kroku ještě menší a hlavně určitější. Jsou ovšem výrobně náročné a nesnášejí nárazy.